# Flying Legend Tucano Replica
The Flying Legend Tucano Réplica é uma aeronave esportiva leve italiana, projetada e produzida pela Flying Legend. A aeronave é fornecida como um kit para construção amadora ou como uma aeronave completa pronta para voar. 

## Design e Desenvolvimento

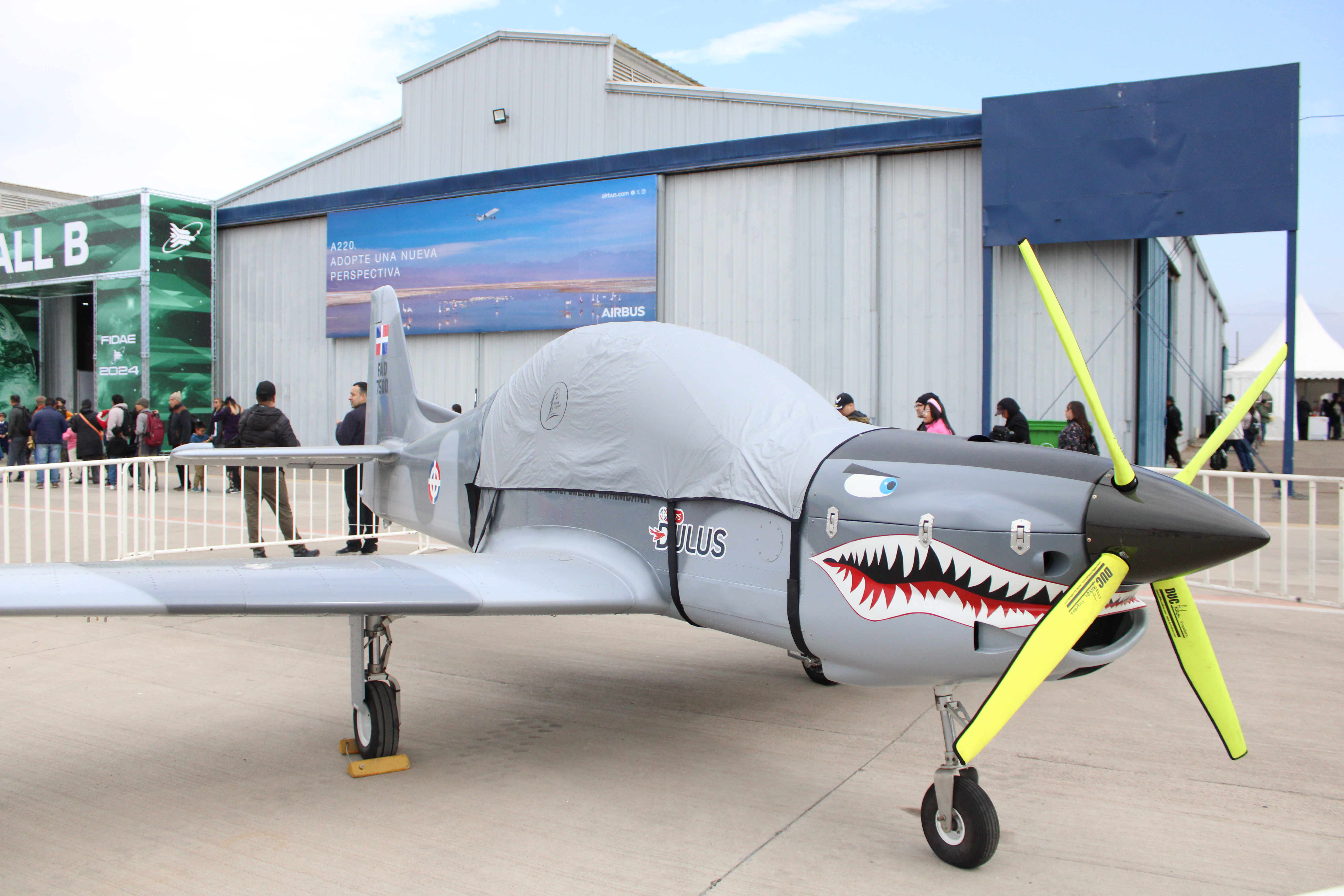
Um TP-75 Dulus (variante militar do Tucano Replica) exposto no FIDAE 2024.

O Tucano Replica é uma réplica em escala da aeronave de treinamento brasileira Embraer EMB 312 Tucano. Ela apresenta uma asa baixa cantilever, um cockpit fechado de dois assentos em tandem sob um canopy em bolha, trem de pouso triciclo retrátil e um motor único na configuração por tração . Um modelo de trem de pouso fixo foi desenvolvido para o mercado de aeronaves esportivas leves dos EUA.  
A aeronave é feita de alumínio 2024-T3 e folha de alumínio 6061-T6. Suas asas contam com flaps . Os motores padrão disponíveis são os Rotax 912ULS, de 100hp (75 kW) com o Rotax 914, de 115hp (86 kW) e o D-Motor LF39, de 125hp (93 kW). 

## Operadores
- República Dominicana - Força Aérea da República Dominicana: 10 unidades, montadas localmente.[3]

## Especificações
Informações: 

### Características Gerais
- Tripulação: Um
- Capacidade: Um passageiro
- Comprimento: 7.10m
- Envergadura: 8.41m
- Altura: 2.43m
- Área Alar: 10m²
- Peso Vazio: 371kg
- Peso Bruto (Carregado): 595kg
- Capacidade de Combustível: 84 L
- Motor: 1x Rotax 914ULS, de 101hp (75 kW)
- Hélice: Tripá, composite

### Desempenho
- Velocidade de Cruzeiro: 240 km/h (130 kn)
- Velocidade de Estol: 75 km/h (40 kn)
- Velocidade Nunca Exceder: 295 km/h (159 kn)
- Alcance: 900 km (490 nmi)
- Limite de Forças G: + 4.4 / - 2.2
- Razão de Subida: 5.5 m/s
- Carga Alar: 59.5 kg/m²

## Ligações Externas
- Website oficial